# Rogów (gromada w powiecie opolsko-lubelskim)
Rogów – dawna gromada, czyli najmniejsza jednostka podziału terytorialnego Polskiej Rzeczypospolitej Ludowej w latach 1954–1972.
Gromady, z gromadzkimi radami narodowymi (GRN) jako organami władzy najniższego stopnia na wsi, funkcjonowały od reformy reorganizującej administrację wiejską przeprowadzonej jesienią 1954 do momentu ich zniesienia z dniem 1 stycznia 1973, tym samym wypierając organizację gminną w latach 1954–1972.
Gromadę Rogów z siedzibą GRN w Rogowie utworzono – jako jedną z 8759 gromad na obszarze Polski – w powiecie puławskim w woj. lubelskim na mocy uchwały nr 14 WRN w Lublinie z dnia 5 października 1954. W skład jednostki weszły obszary dotychczasowych gromad Rogów, Polanówka, Wólka Dobrska, Zagajdzie i Uściąż ze zniesionej gminy Szczekarków w tymże powiecie. 
13 listopada 1954 gromada weszła w skład nowo utworzonego powiatu opolsko-lubelskiego w tymże województwie, gdzie ustalono dla niej 18 członków gromadzkiej rady narodowej.
1 stycznia 1962 gromadę zniesiono, włączając jej obszar do gromad Wilków (kolonię Polanówka i wieś Wólka Dobrska) i Karczmiska (wsie Rogów, Uściąż i Zagajdzie) w tymże powiecie.